# Roller Olympique Club Vaulx-en-Velin
Actualités
Le ROC Vaulx-en-Velin est le club de rink hockey de Vaulx-en-Velin, en France. Il a été fondé en 1982 sous l'appellation Club omnisports vaudais de patinage à roulettes. C'est un 1990 que le club changera de nom pour celui qu'il porte aujourd'hui.
L'équipe fanion évolue actuellement dans le championnat de National 1 après avoir été promu de la National 2 en terminant 1er durant la saison 2018/2019.

## Histoire

### Parcours
Durant les années 1990, le club remporte de nombreux titres dans les catégories jeunes. Par ailleurs de nombreux joueurs de l'équipe sont sélectionnés en équipe de France.
Lors de la saison 2012-2013, Vaulx-en-Velin ambitionne d'accéder à la Nationale 1, deux saisons après avoir été relégués.

### Historique des présidents
| Rang | Nom                | Période   |
| ---- | ------------------ | --------- |
| 1    | Claude Meylan      | 1982-1985 |
| 2    | Christiane Bouchet | 1985-1986 |
| 3    | Claude Pascal      | 1986-1989 |
| 4    | Jean Blein         | 1989-1989 |
| 5    | Daniel Mortreux    | 1989-1995 |
| 6    | Edmont Lasnier     | 1995-1995 |
| 7    | Michel Carré       | 1995-2000 |
| 8    | Jacques Caudy      | 2000-2004 |
| 9    | Paulo Ribeiro      | 2004-2016 |
| 10   | Matthieu Ruffino   | 2016-2019 |
| 11   | Arthur Vallet      | 2019-...  |

## Palmarès

### Équipes Senior[8]
- Champion de France de National 2: 1993, 2008, 2019
- Vice-Champion de France de National 2 : 2017
- Champion de France de National 3: 1992, 2003, 2009
- Vice-Champion de France de National 1 : 1997 , 2000
- Participation en coupe CERS : 1995, 1996, 1997, 1999, 2000, 2002
- Participation en Champion's League : 1998 - 2001
- Participation à l'Euroleague Féminine : 2015 éliminées en 1/4 finale par ERG Iserlohn

### Équipes Jeunes (Titres nationaux)[9]
- Champion de France junior: 1993, 1994, 1995
- Champion de France cadet: 1991, 1993, 1994, 2003
- Champion de France minime: 1989, 1992, 2001
- Champion de France benjamin: 1987

## Effectif actuel
N°1 Nicolas Torres (G) 
N°4 Vitor Hugo Geriante Gilberto 
N°5 Hugo Peigne   
N°6 Angel Lahera Hervilla 
N°8 Lionel Goncalves 
N°9 Arthur Vallet (Cap.) 
N°10 Edward Mount (G)  
N°19 Roger Bonet Llort 
N°92 Zahmad Ozeer